# 楊橋公園
鹿港楊橋公園，是清朝楊公橋的遺址，「楊橋踏月」是臺灣鹿港八景之一，位於彰化縣鹿港鎮文開書院青雲路南盡頭。

## 歷史
楊公橋（又名楊橋）於清朝嘉慶17年（1812年）知縣楊桂森捐俸修建，取名為「利濟橋」，以利商旅行人通行。此橋在當時為台灣南部進出鹿港必經的通道，百姓感念楊氏，而稱此橋為「楊公橋」；同治10年﹝1871年﹞鹿港同知李鍾霖又斥資重修；日治時期的昭和14年（1939年），因濁水溪氾濫，造成舊鹿港溪改道，楊公橋因被洪水沖毀而消失；於民國84年（1995年）護安宮翻修時，陸續挖掘出利濟橋碑，舊橋墩遺址等，於是地方即建議恢復創建橋公園尋回鹿港八景之完整性，並於民國90年（2001年）完工。

## 護安宮
康熙五十一年（1712年），泉州先民渡台時，恭請當地一尊頭戴帝王帽面留五部鬚的吳府千歲爺開基寶像，隨行護佑航海平安；乾隆丁末年（1787年）為竹管搭建，於道光九年、光緒六年、民國83年改建，為新式廟宇。